# Force of Nature: The Dry 2
Force of Nature: The Dry 2 är en australisk mysterie- och thrillerfilm som hade premiär den 21 januari 2024. Filmen är regisserad av Robert Connolly som även skrivit filmens manus tillsammans med Jane Harper. Filmen är en uppföljare till filmen The Dry från 2017.

## Handling
Filmen kretsar kring en stad som drabbats av en förödande torka, vilket leder till en intensiv kamp för överlevnad. Den tidigare polisen Aaron Falk kallas in för att undersöka en rad mystiska dödsfall som tycks vara kopplade till vattenbristen.

## Rollista (i urval)
- Eric Bana - Aaron Falk
- Anna Torv - Alice Russell
- Deborra-Lee Furness - Jill Bailey
- Robin McLeavy - Lauren
- Jacqueline McKenzie - Carmen Cooper
- Tony Briggs - Ian Chase
- Jeremy Lindsay Taylor - Erik Falk
- Richard Roxburgh - Daniel Bailey